# Nadagarodes nunctata
Nadagarodes nunctata är en fjärilsart som beskrevs av Felder 1874. Nadagarodes nunctata ingår i släktet Nadagarodes och familjen mätare. Inga underarter finns listade i Catalogue of Life.